# Antonio Palomino (músic)
Antonio Palomino fou un músic de finals del segle xviii que florí a Madrid.
En la Biblioteca Municipal de la capital d'Espanya s'hi conserva la música de Cada cual à su negocio y à quien més ien se la pega, i La mesonerita, sarsueles. Saldoni (Diccionario de Efemèrides) assenyala un Francisco Palomino, director de música en el teatre de la Real Isla de León el 1790; la coincidència de dades i la comunitat de gèneres cultivats fa sospitar que es tracti d'una mateixa persona, salvat la diferència de nom.